# Chasyn (fiume)
Il Chasyn (in russo Хасын?) è un fiume dell'Estremo Oriente russo, affluente di sinistra dell'Arman'. Scorre nei rajon Chasynskij e Ol'skij dell'Oblast' di Magadan.
Il fiume nel suo alto corso attraversa le montagne poi entra in una vasta pianura; scorre mediamente in direzione sud-occidentale fino a raggiungere la laguna lunga e stretta, parte terminale del fiume Arman'. La sua lunghezza è di 115 km, l'area del bacino è di 3 090 km². Il fiume gela da ottobre a maggio.
Nella parte centrale attraversa il villaggio di Chasyn.